# Естерифікація
Естерифіка́ція (від грец. αἰθήρ — ефір і лат. facio — роблю) — реакція утворення естерів при взаємодії кислот і спиртів: RCOOH + R'OH ⇔ RCOOR '+ Н2О

## Механізм реакції
Реакція протікає в умовах кислотного каталізу і проходить за механізмом нуклеофільного заміщення. На першій стадії відбувається протонування атома Оксигену карбонільної групи карбонової кислоти з утворенням резонансно стабілізованого карбокатіону :
Після чого відбувається нуклеофільна атака атому Оксигену гідроксильної групи спирту на карбонієвий центр з утворенням алкоксидового іона, ця стадія є лімітуючою. Потім, у алкоксидовому йоні відбувається міграція протона на один з гідроксилів з утворенням зникної групи -OH2+:
Завершальною стадією є відщеплення проміжного продукту, приєднання води і протона — каталізатора з утворенням естеру:
Механізм реакції підтверджений експериментом з використанням ізотопних міток: при використанні спирту, позначеного ізотопом 18O, мітка виявляється у складі естеру.

## Застосування
Естерифікацію зазвичай проводять у присутності каталізаторів — сильних кислот (сульфатної, толуолсульфатної тощо).
Реакція естерифікації є оборотною (гідроліз естерів називається омиленням), положення рівноваги залежить від будови та концентрацій спирту та карбонової кислоти, тобто для реакційної суміші існує межа естерифікації, за якої встановлюється рівновага, що характеризується певним співвідношенням концентрацій вихідного спирту та кислоти та продукту їхньої взаємодії — естеру. Так, наприклад, при еквімолярних співвідношенні етанолу і оцтової кислоти у вихідній реакційній суміші рівновага встановлюється, коли ~2/3 спирту і кислоти прореагують з утворенням етилацетату.
Для підвищення виходу естеру використовують або надлишок одного з реагентів (зазвичай спирту), або відгін утвореної при естерифікації води, у вигляді азеотропної суміші з добавленим в реакційну суміш бензеном.